# Run (rivière)
Pour les articles homonymes, voir Run.
Le Run est une petite rivière néerlandaise du Brabant-Septentrional.

## Géographie
La source du Run est situé au sud d'Eersel. La rivière poursuit son cours vers l'est-nord-est, en passant entre Steensel et Riethoven. Près de Veldhoven, le Run se jette dans le Dommel.
Le Run fait partie d'une zone Natura 2000, à cause de la présence de flûteau nageant.